# 杣ヶ花渕右エ門

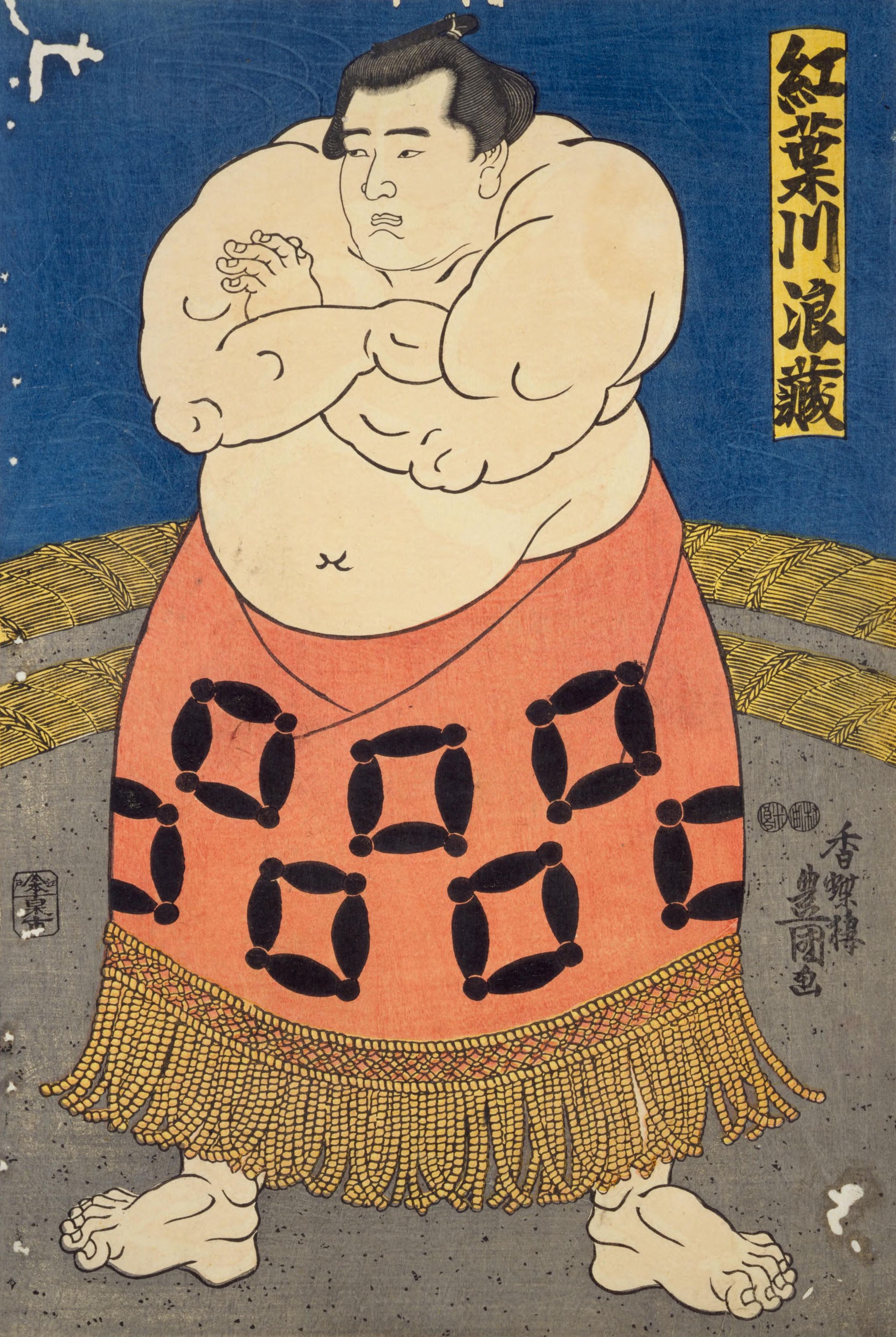
杣ヶ花渕右エ門（紅葉川浪藏）

杣ヶ花 渕右エ門（そまがはな ふちえもん、1818年（文政元年） - 1849年10月12日（嘉永2年8月26日））は、武蔵国埼玉郡（現在の埼玉県鴻巣市）出身で雷部屋に所属した力士。本名は岡戸、諱は不明。身長体重不明。最高位は東前頭5枚目。

## 経歴
1837年1月に雷部屋から初土俵を踏み、1846年11月、数え29歳にして入幕を果たした。入幕までは時間がかかったが、入幕後は実力を発揮、1849年3月に5枚目まで番付を上げたが、8月に巡業中の庄野宿で現役中のまま没した。兄弟の孫に紅葉川孝市がいる。

## 成績
幕内6場所23勝19敗11休7分預

## 改名
紅葉川浪藏→杣ヶ花渕右エ門

## ギャラリー

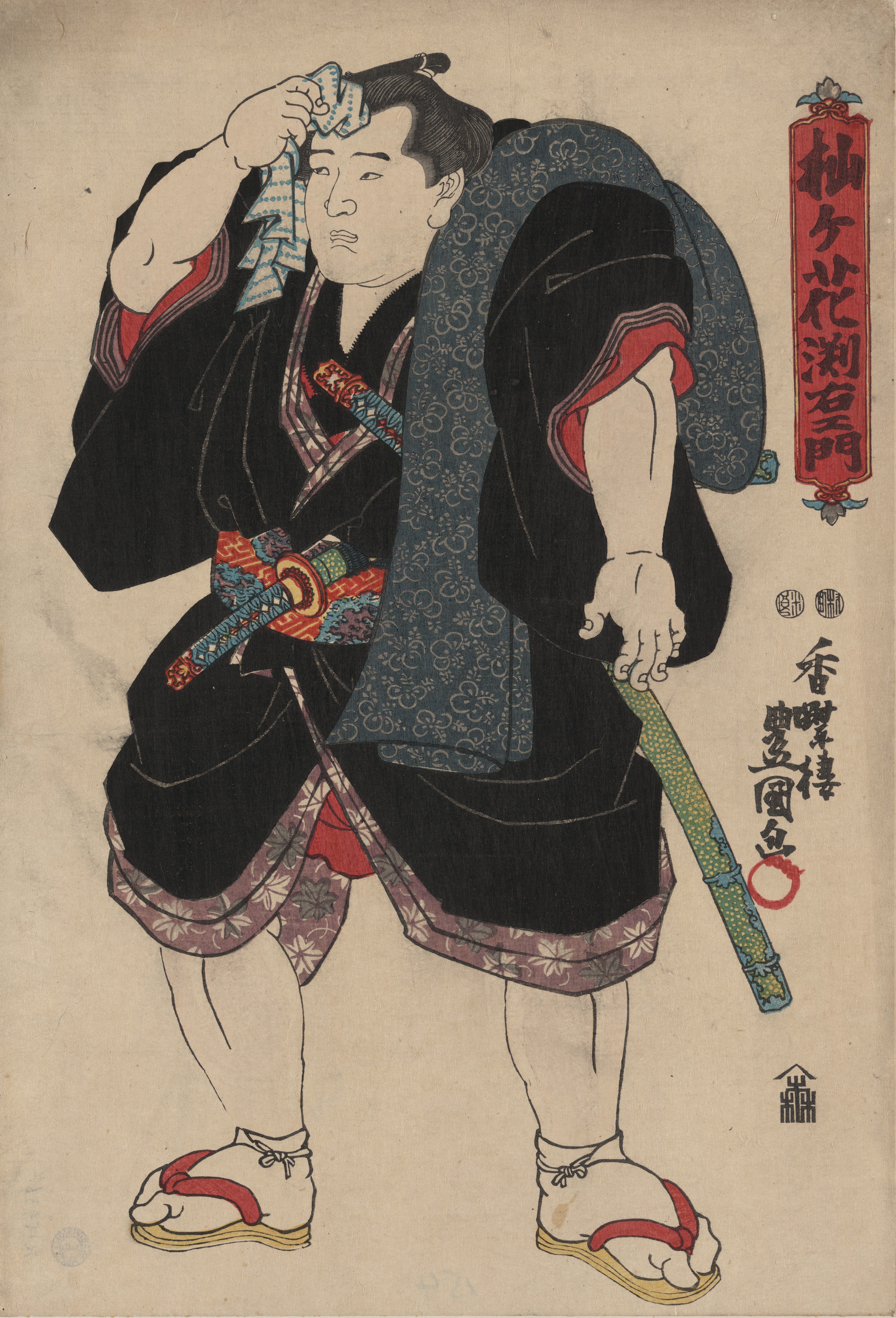
杣ヶ花渕右エ門（そまがはな ふちえもん)、1818年。大小の刀を佩刀し武士と同じ待遇であった力士